# Gundelsberg (Bolsterlang)
Gundelsberg (mundartlich: Gündlschbearg, Gündlsbearg) ist ein Gemeindeteil der Gemeinde Bolsterlang im bayerisch-schwäbischen Landkreis Oberallgäu. 

## Geographie
Der Weiler liegt circa 1,5 Kilometer nordöstlich des Hauptorts Bolsterlang. Östlich der Ortschaft fließt die Weiler Ach.

## Ortsname
Gundelsberg bezieht sich auf den Personennamen Gundelt bzw. Gundolf oder den Familiennamen Gundel und bedeutet dementsprechend (Siedlung an/auf dem) Berg des Gundelt, Gundolf oder Gundel. Die alte Bezeichnung für den Ort Oberhof bedeutet beim (oberen) Hof.

## Geschichte
Gundelsberg wurde erstmals urkundlich im Jahr 1408 als zem Hof erwähnt. In den folgenden Jahren kam die Bezeichnung Oberhof auf. 1441 wurde erstmals Gundelsperg genannt. Das Adelsgeschlecht der Herren von Mühlegg teilte sich in zwei Linien auf. Eine davon nannte sich von Oberhofen bzw. Gundelsberg. Die Burg dieser Linie befand sich südlich der heutigen Ortschaft Gundelsberg. Im Jahr 1830 fand die Vereinödung Gundelsbergs statt.